# Estádio do FC Vizela
Das Estádio do FC Vizela (voller Name: Estádio do Futebol Clube de Vizela) ist ein Fußballstadion in der Freguesia Caldas de Vizela der portugiesischen Stadt Vizela, Região Norte. Der Fußballverein FC Vizela trägt hier seine Heimspiele aus. Die Anlage bietet auf den beiden Längstribünen 6000 Sitzplätze.

## Geschichte
Das Estádio do FC Vizela wurde am 12. November 1989 mit dem Freundschaftsspiel des FC Vizela gegen Boavista Porto (0:2) eingeweiht. Es ersetzte das Campo Agostinho de Lima, das zur Vereinsgründung 1939 gebaut wurde, als Heimat des FC Vizela. Die neue Anlage konnte einerseits durch die Unterstützung der größten Industriellen der Region sowie andererseits durch Spenden von Fans des Clubs errichtet werden. 2006 wurde das Stadion durch die Gegentribüne im Osten ergänzt. Sie wurde am 9. September des Jahres eingeweiht. Um auch hochauflösende Fernsehübertragungen von Abendspielen durchführen zu können, wurden die Elektroinstallationen und das Flutlicht erneuert. Diese Neuerung wurde am 30. Dezember 2016 zum ersten Mal eingesetzt. Bisher war das Estádio do FC Vizela dreimal ausverkauft. Am 29. November 1992 trat der FC Vizela gegen den Lokalrivalen Vitória Guimarães in der 4. Runde des Taça de Portugal an und unterlag vor 8000 Zuschauern mit 1:2. Am 28. Januar 2007 traf man in der Liga Vitalis wieder auf Vitória Guimarães. Am 23. November 2019 war der portugiesische Rekordmeister Benfica Lissabon im gefüllten Estádio do FC Vizela zu Gast. Zweimal wurde die Sportstätte einer umfangreichen Renovierung unterzogen. Zum einen wurden die Innenräume wie z. B. die Umkleidekabinen modernisiert. Beim Spiel der Liga Portugal 2 am 24. Oktober 2020 gegen Académica de Coimbra wurden die neuen Räumlichkeiten eingeweiht. Am letzten Spieltag der Saison feierte der FC Vizela einen 5:2-Sieg gegen die UD Vilafranquense und stieg in die Primeira Liga 2021/22 auf. Da es durch die COVID-19-Pandemie Zuschauerbeschränkungen gab, fand die Begegnung unter Ausschluss der Öffentlichkeit statt. Die Feierlichkeiten verlegten sich auf die Straßen der Stadt. Zur Saison 2021/22 wurde der Spielfeldrasen ausgetauscht und die alten Sitzbänke durch Kunststoffsitze in der Vereinsfarbe Blau ersetzt. Aufgrund der Renovierung trat der Club in den ersten beiden Heimpartien im Estádio Capital do Móvel, der Heimat des FC Paços de Ferreira, an. Am 19. September 2021 zum 6. Spieltag feierte der FC Vizela Heimpremiere in der modernisierten Sportanlage. Der Gegner war der Gastgeber ihrer ersten beiden Heimspiele, der FC Paços de Ferreira. Vor 2957 Zuschauern trennte man sich mit einem 1:1-Unentschieden.

## Länderspiele
Die U-21-Männer-Fußballnationalmannschaft trat zu einem Länderspiel der Qualifikation zur Europameisterschaft 2023 gegen die U-21-Mannschaft Liechtensteins an. Vor mehr als 5000 Zuschauern erzielte die Heimmannschaft einen Rekordsieg. Für Liechtenstein ist es die höchste Niederlage ihrer Geschichte.
- 7. Okt. 2021, Gruppe D:  Portugal –  Liechtenstein 11:0 (9:0) – Qualifikation zur EM 2023[7]